# Rudolf Dyckerhoff
Rudolf Philipp Wilhelm Dyckerhoff (* 25. März 1842 in Mannheim; † 23. Februar 1917 in Wiesbaden-Biebrich) war ein deutscher Chemiker und Unternehmer.

## Leben

### Herkunft und Familie
Rudolf Dyckerhoff wurde als Sohn des Wilhelm Gustav Dyckerhoff und dessen Gemahlin Caroline Eglinger geboren und wuchs zusammen mit seinen Geschwistern Eugen und Gustav auf.
Am 14. November 1866 heiratete er in Karlsruhe Marie Dürr (1845–1939), mit der er die Kinder Karoline Theodore (⚭Friedrich von Engelberg), August Gustav, Alfred Rudolf und
Paula Bertha (⚭ Fritz Hermann Oesterlin) hatte.

### Wirken
Nach dem Besuch der Höheren Bürgerschule in Mannheim studierte Rudolf Chemie und Physik an der Universität Karlsruhe und Ruprecht-Karls-Universität Heidelberg. Bevor er 1864 zusammen mit seinem Vater und seinem Bruder Gustav zum Mitbegründer der Portland-Cementfabrik Dyckerhoff & Söhne wurde, war er als Assistent von Emil Erlenmeyer tätig.
Rudolf wurde zum Geschäftsführer der Dyckerhoff & Söhne GmbH und übernahm die technische Leitung des Amöneburger Betriebes. In langjährigen Forschungen und Experimenten gelang es ihm, Zement mit einer „unübertrefflichen Härte“ herzustellen, so dass die englischen Fabrikate mehr und mehr an Boden verloren. Ende des 19. Jahrhunderts erweiterte er die Betriebsanlagen und ging vom Trocken- zum Nassverfahren über. Mit dem Eintritt seines Schwagers Friedrich Dürr in die Betriebsleitung erhielt Rudolf Freiraum für wissenschaftliche Forschungen auf dem Gebiete des Zementprüfungswesens und der Mörteltechnik. Durch diese Untersuchungen hat er die Entwicklung der deutschen Zementindustrie maßgebend mitbestimmt.
1865 war er Mitbegründer des Deutschen Vereins für Fabrikation von Ziegeln, Tonwaren, Kalk und Cement, beteiligte sich 1877 an der Gründung des Vereins Deutscher Portlandcement-Fabrikanten und gehörte diesem mehr als zwei Jahrzehnte als zweiter Vorsitzender an. Er war auch Mitglied des Vereins Deutscher Ingenieure (VDI) und des Rheingau-Bezirksvereins des VDI.

### Ehrungen
- Ehrenbürger von Kastel, Biebrich und Flörsheim
- 1907 Verleihung des Akademischen Grades Professor

### Schriften
- Der Einfluss einer Kalkbeimengung zu Zement; Deutsche Bauzeitung 1879, Nr. 39
- Über die Einwirkung von Meerwasser auf Zement und die hydraulischen Bindemittel; Schweizer Bauzeitung 1895, Nr. 6
- Über die Entwicklung des Prüfungsverfahrens für Portlandzement; Deutsche Bauzeitung 1906 Nr. 9
- Über die Wirkung von Magnesia im gebrannten Zement; Deutsche Bauzeitung 1908 Nr. 18